# فوتبال ارمنستان در ۲۰۰۱

## لیگ برتر
- باشگاه‌های آرمنیکوم، قره‌باغ ایروان، لوری وانادزور، و کوتایک منحل شدند و جای خود را به پیونیک احیا شده دادند.
- تیم تازه تأسیس دینامو-۲۰۰۰ ایروان اجازه دارد بدون شرکت در لیگ دسته اول ارمنستان، در لیگ برتر شرکت کند.
- در ۲۰ اوت، آراکس آرارات منحل شد. حق شرکت در لیگ برتر به باشگاه تازه تأسیس اسپارتاک ایروان اعطا شد.
- باشگاه بانانتس از روستای کوتایک به ایروان منتقل شد. با وجود اینکه به عنوان یک تیم جداگانه در لیگ اول ارمنستان در سال ۲۰۰۰ شرکت نکرد، به این باشگاه اجازه داده شد که در فصل ۲۰۰۱ لیگ برتر ارمنستان نیز شرکت کند.
- کیلیکیا هزینه ورودی را پرداخت نکرد و دو بار از بازی کردن امتناع ورزید که منجر به اخراج آنها شد. در پایان فصل، آنها نیز به همراه لوری به دسته پایین‌تر سقوط کردند.
- لرناین آرتساخ از استپاناکرت به ایروان منتقل شد.

لیگ برتر فوتبال ارمنستان ۲۰۰۱ (انگلیسی: 2001 Armenian Premier League) بیست و یکمین فصل از زمان تأسیس آن در سال ۱۹۹۲ بود.

## جدول لیگ
| مقام | تیم              | P  | W  | D | L  | F  | A  | GD  | Pts |
| ---- | ---------------- | -- | -- | - | -- | -- | -- | --- | --- |
| 1    | پیونیک           | ۲۲ | ۱۷ | ۲ | ۳  | ۷۷ | ۲۳ | +۵۴ | ۵۳  |
| 2    | زوارتنوتس-ای‌ای‌ال | ۲۲ | ۱۶ | ۰ | ۶  | ۵۲ | ۲۱ | +۳۱ | ۴۸  |
| 3    | اسپارتاک ایروان  | ۲۲ | ۱۵ | ۳ | ۴  | ۵۷ | ۱۳ | +۴۴ | ۴۸  |
| 4    | شیراک            | ۲۲ | ۱۴ | ۵ | ۳  | ۵۲ | ۱۹ | +۳۳ | ۴۷  |
| 5    | آرارات ایروان    | ۲۲ | ۱۳ | ۳ | ۶  | ۴۲ | ۲۲ | +۲۰ | ۴۲  |
| 6    | میکا             | ۲۲ | ۱۲ | ۵ | ۵  | ۴۴ | ۲۰ | +۲۴ | ۴۱  |
| 7    | بانانتس          | ۲۲ | ۱۰ | ۴ | ۸  | ۴۶ | ۲۸ | +۱۸ | ۳۴  |
| 8    | لرناگورتس کاپان  | ۲۲ | ۵  | ۳ | ۱۴ | ۲۵ | ۶۳ | -۳۸ | ۱۸  |
| 9    | اولیسس           | ۲۲ | ۴  | ۴ | ۱۴ | ۱۸ | ۴۸ | -۳۰ | ۱۶  |
| 10   | کوتایک           | ۲۲ | ۳  | ۳ | ۱۶ | ۱۹ | ۶۵ | -۴۶ | ۱۲  |
| 11   | لرناین آرتساخ    | ۲۲ | ۲  | ۶ | ۱۴ | ۱۹ | ۶۳ | -۴۴ | ۱۲  |
| 12   | لوری             | ۲۲ | ۱  | ۲ | ۱۹ | ۱۷ | ۸۳ | -۶۶ | ۵   |
| 13   | کیلیکیا          | X  | X  | X | X  | X  | X  | X   | X   |
| 14   | آرپا             | X  | X  | X | X  | X  | X  | X   | X   |

|  | قهرمانی.                                 |
|  | Relegated to 2002 Armenian First League. |
|  | Expelled after playing 1 match.          |
|  | Withdrew before start of the season.     |

## گلزنان برتر
|   |          | بازیکن          | تیم              | گل‌ها |
| - | -------- | --------------- | ---------------- | ---- |
| ۱ | ارمنستان | آرمان کارامیان  | پیونیک           | ۲۱   |
| ۲ | ارمنستان | هایک هاکوبیان   | اسپارتاک ایروان  | ۱۶   |
| ۳ | ارمنستان | مهر آوانسیان    | زوارتنوتس-ای‌ای‌ال | ۱۵   |
| ۴ | ارمنستان | آرام هاکوبیان   | اسپارتاک ایروان  | ۱۵   |
| ۵ | اوکراین  | Andrey Bulanov  | میکا             | ۱۲   |
|   | ارمنستان | Sargis Nazaryan | زوارتنوتس-ای‌ای‌ال | ۱۲   |

|   |          | بازیکن         | تیم                           | گل‌ها |
| - | -------- | -------------- | ----------------------------- | ---- |
| ۱ | ارمنستان | آرمان کارامیان | پیونیک                        | 21   |
| ۲ | ارمنستان | هایک هاکوبیان  | باشگاه فوتبال اسپارتاک ایروان | 16   |
| ۳ | ارمنستان | مهر آوانسیان   | زوارتنوتس-ای‌ای‌ال              | 15   |
| ۴ | ارمنستان | آرام هاکوبیان  | باشگاه فوتبال اسپارتاک ایروان | 15   |

## لیگ دسته اول
- مالاتیا و کاساخ به فوتبال حرفه‌ای بازگشتند.
- آرماویر با نام کارمراخایت آرماویر به فوتبال حرفه‌ای بازگشت.
- باشگاه فوتبال گیومری نام خود را دوباره به آراگاتس تغییر داد.
- تیم پیونیک ۲ به لیگ دسته اول فوتبال ارمنستان اضافه شد تا رقابت‌ها را با حضور ۸ تیم برگزار شود.

### مرحله دوم
- تیم‌ها در هر دو گروه نتایج رو در روی مرحله مقدماتی را حفظ کردند.
- باشگاه فوتبال تاووش ایجوان قبل از شروع مرحله دوم انصراف داد.